# Kameroense presidentsverkiezingen (1997)

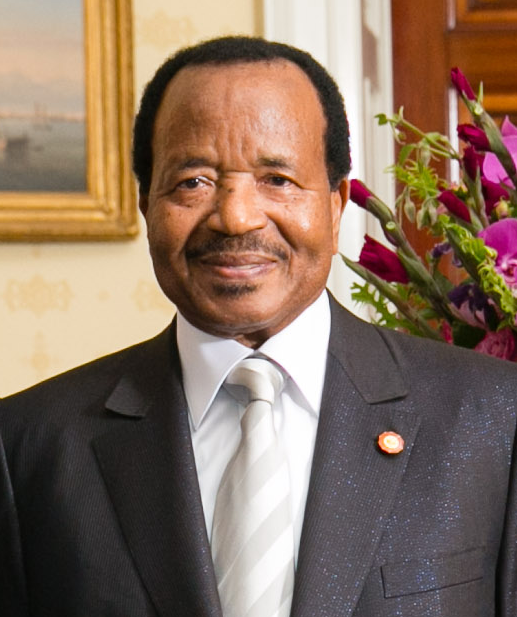
Zittend president Paul Biya werd met 92,57% van de stemmen herkozen.

De Kameroense presidentsverkiezingen van 1992 werden gehouden op 12 oktober en gewonnen door zittend president Paul Biya van de Rassemblement démocratique du peuple camerounais (RDPC). De oppositiekandidaten bleven steken op een gezamenlijke 7,4%. De opkomst was 83,10%.
| Kandidaat                       | Kandidaat                       | Partij                                           | Stemmen   | %     |
| ------------------------------- | ------------------------------- | ------------------------------------------------ | --------- | ----- |
|                                 | Paul Biya                       | Rassemblement démocratique du peuple camerounais | 3.167.820 | 92,57 |
|                                 | Henri Hogbe Nlend               | Union des populations du Cameroun                | 85.693    | 2,50  |
|                                 | Samuel Eboua                    | Mouvement pour la défense de la République       | 83.506    | 2,44  |
|                                 | Overige kandidaten              | Overige kandidaten                               | 85.036    | 2,48  |
| Totaal                          | Totaal                          | Totaal                                           | 3.422.055 | 100   |
| Geldig uitgebrachte stemmen     | Geldig uitgebrachte stemmen     | Geldig uitgebrachte stemmen                      | 3.422.055 | 97,58 |
| Ongeldige stemmen/ blanco       | Ongeldige stemmen/ blanco       | Ongeldige stemmen/ blanco                        | 84.890    | 2,42  |
| Totaal aantal stemmen           | Totaal aantal stemmen           | Totaal aantal stemmen                            | 3.506.945 | 100   |
| Geregistreerde kiezers/ opkomst | Geregistreerde kiezers/ opkomst | Geregistreerde kiezers/ opkomst                  | 4.220.136 | 83,10 |
| Bron: Nohlen, AED               |                                 |                                                  |           |       |

Presidentsverkiezingen: 1965 · 1970 · 1975 · 1980 · 1984 · 1988 · 1992 · 1997 · 2004 · 2011 · 2018 · 2025

Parlementsverkiezingen: 1964 · 1973 · 1978 · 1983 · 1988 · 1992 · 1997 · 2002 · 2007 · 2013 · 2020

Referenda: 1972